# Ейвон (Массачусетс)
Ейвон (англ. Avon) — місто (англ. town) в США, в окрузі Норфолк штату Массачусетс. Населення — 4777 осіб (2020).

## Демографія
Згідно з переписом 2010 року, у місті мешкало 4356 осіб у 1709 домогосподарствах у складі 1162 родин. Було 1769 помешкань
Расовий склад населення:
| - 84,0 % — білих - 10,0 % — чорних або афроамериканців - 2,8 % — азіатів - 0,1 % — корінних американців - 1,5 % — осіб інших рас |

До двох чи більше рас належало 1,7 %. Частка іспаномовних становила 2,8 % від усіх жителів.
За віковим діапазоном населення розподілялося таким чином: 20,8 % — особи молодші 18 років, 62,2 % — особи у віці 18—64 років, 17,0 % — особи у віці 65 років та старші. Медіана віку мешканця становила 44,0 року. На 100 осіб жіночої статі у місті припадало 93,9 чоловіків;  на 100 жінок у віці від 18 років та старших — 91,5 чоловіків також старших 18 років.
Середній дохід на одне домашнє господарство  становив 89 645 доларів США (медіана — 69 709), а середній дохід на одну сім'ю — 105 893 долари (медіана — 98 365). Медіана доходів становила 54 595 доларів для чоловіків та 41 010 доларів для жінок. За межею бідності перебувало 8,5 % осіб, у тому числі 4,9 % дітей у віці до 18 років та 3,8 % осіб у віці 65 років та старших.
Цивільне працевлаштоване населення становило 2510 осіб. Основні галузі зайнятості: освіта, охорона здоров'я та соціальна допомога — 27,0 %, науковці, спеціалісти, менеджери — 12,5 %, роздрібна торгівля — 11,2 %, мистецтво, розваги та відпочинок — 10,6 %.